# Ulf Jansson (sportjournalist)
Sven Ulf Jansson, född 7 november 1936 i Hofors, Gästrikland, död 1 april 2024 i Sundborn, Dalarna, var en svensk sportjournalist och radiokommentator mest känd för sitt samarbete med journalisten och programledaren Tommy Engstrand. 
Jansson skolades av journalisten Torsten Tegnér på tidningen Idrottsbladet där han även lärde känna Engstrand. I början av 1960-talet anställdes han av New York Rangers som NHL-scout, han blev då en av de första scouterna från Europa. Han hördes med jämna mellanrum som expertkommentator i radio tillsammans med både Engstrand och Lennart Hyland. Under sin karriär bevakade han 50 ishockey-VM, tio olympiska spel och nio fotbolls-VM.
Mellan 1974 och 1995 var han anställd på kvällstidningen Göteborgs-Tidningen, där han var reporter, krönikör och chef för sportsidorna.
Jansson släppte 1999 boken 44 år som sportjournalist – äntligen kommer sanningen fram, i vilken han berättar om sin då 44-åriga karriär.